# Pierre Brassau

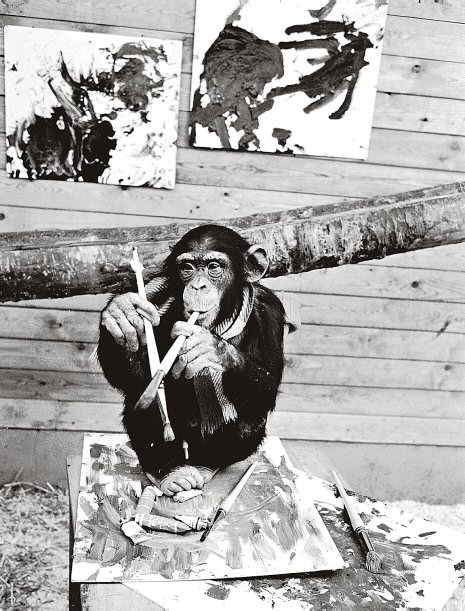
Lo scimpanzé Peter (spacciato per Pierre Brassau), 1964

Pierre Brassau è lo pseudonimo di uno scimpanzé comune (Pan troglodytes) di nome Peter, residente allo zoo svedese Borås Djurpark e dal 1969 allo zoo inglese Chester, usato come soggetto di uno scherzo organizzato nel 1964 dal giornalista svedese Åke Axelsson (detto Dacke), il quale scriveva all'epoca per il quotidiano Göteborgs-Tidningen.

## Storia
Il giornalista svedese Åke Axelsson ebbe l'idea di esibire una serie di dipinti realizzati da una scimmia, facendoli passare per i lavori di un fantomatico artista francese chiamato Pierre Brassau, al fine di determinare se i critici d'arte fossero in grado o meno di distinguere una vera opera d'arte moderna d'avanguardia dal lavoro di un primate.
Axelsson convinse un guardiano dello zoo, allora diciassettenne, a fornire vernice e pennello allo scimpanzé. Quando dipingeva, Pierre aveva sempre un casco di banane a portata di mano. La velocità con cui le consumava corrispondeva al suo livello di creatività; durante i periodi di grande ispirazione, mangiava fino a 9 banane in dieci minuti.
Dopo che Pierre ebbe creato diversi dipinti, Axelsson selezionò i quattro a suo parere meglio riusciti e fece in modo che venissero esposti, insieme ai lavori di altri giovani artisti d'avanguardia di varie nazionalità, ad una mostra ospitata dalla Gallerie Christinae a Göteborg, in Svezia.

## Reazioni della critica
Anche se alcuni critici disprezzarono il lavoro dell'artista, con uno di loro che ignaro della beffa arrivò giustamente ad affermare «solo una scimmia può aver fatto una cosa simile», la maggior parte considerò Brassau la vera rivelazione della mostra. Il critico Rolf Anderberg del Göteborgs-Posten scrisse «Brassau dipinge con colpi potenti, ma anche con chiara determinazione. Le sue pennellate si contorcono con furiosa meticolosità. Pierre è un artista che opera con la delicatezza di un ballerino di danza classica». Dopo che la messinscena fu rivelata, Anderberg continuò a sostenere che i lavori di Pierre fossero «comunque i dipinti migliori della mostra».
Il collezionista Bertil Eklot acquistò un dipinto di Brassau per 90 dollari: oggi il suo valore è enormemente più alto, dal momento che la storia di questa beffa è diventata nota in tutto il mondo.